# Nugget Jim's Pardner
Pour plus de détails, voir Fiche technique et Distribution.
Nugget Jim's Pardner est un western muet, écrit et réalisé par Frank Borzage, sorti en 1916.

## Fiche technique
- Titre : Nugget Jim's Pardner
- Réalisation : Frank Borzage
- Scénario : Frank Borzage
- Photographie : L. Guy Wilky
- Société de production : American Film Company
- Société de distribution : Mutual Film Corporation
- Pays de production :  États-Unis
- Langue : anglais
- Format : Noir et blanc - 35 mm - 1,37:1 - Muet
- Genre : Western
- Durée : 20 minutes (2 bobines)
- Date de sortie :
  - États-Unis : 14 juillet 1916

## Distribution
- Frank Borzage
- Ann Little
- Dick La Reno
- Jack Farrell